# Bossanova
Ez a szócikk a Pixies albumáról szól. Ha a zenei stílusra vagy kíváncsi, lásd a Bossa nova nevű lapot.
Az 1990-es Bossanova a Pixies harmadik nagylemeze. Az Egyesült Királyságban a független 4AD kiadó jelentette meg, Amerikában az Elektra Records forgalmazta. A Bossanova teljes eredeti anyagát az együttes frontembere, Black Francis írta; ekkoriban teljesedett ki művészeti ellenőrzése az együttes fölött. Az album hangzását a surf és space rock ihlette, ezt egészítik ki a világűrrel foglalkozó dalszövegek (a földönkívüliekre és az azonosítatlan repülő tárgyakra tett utalásokkal).
Mivel a 4AD egy független kiadó, ezért az Egyesült Államok-beli forgalmazást az Elektra Records valósította meg. A Bossanova a 70. helyig jutott Billboard 200-on, a brit albumlistán a 3. helyet szerezte meg. Szerepel az 1001 lemez, amit hallanod kell, mielőtt meghalsz című könyvben. Két kislemez jelent meg az album mellé, a Velouria és a Dig for Fire. Mindkettő felkerült a US Modern Rock Tracks listára, a 4., illetve a 11. helyig jutottak.

## Az album dalai
|     | Cím                | Szerző(k)                    | Hossz |
| --- | ------------------ | ---------------------------- | ----- |
| 1.  | Cecilia Ann        | Frosty Horton, Steve Hoffman | 2:05  |
| 2.  | Rock Music         | Black Francis                | 1:52  |
| 3.  | Velouria           | Francis                      | 3:40  |
| 4.  | Allison            | Francis                      | 1:17  |
| 5.  | Is She Weird       | Francis                      | 3:01  |
| 6.  | Ana                | Francis                      | 2:09  |
| 7.  | All Over the World | Francis                      | 5:27  |
| 8.  | Dig for Fire       | Francis                      | 3:02  |
| 9.  | Down to the Well   | Francis                      | 2:29  |
| 10. | The Happening      | Francis                      | 4:19  |
| 11. | Blown Away         | Francis                      | 2:20  |
| 12. | Hang Wire          | Francis                      | 2:01  |
| 13. | Stormy Weather     | Francis                      | 3:26  |
| 14. | Havalina           | Francis                      | 2:33  |

## Közreműködők
- Black Francis – ének, gitár
- Kim Deal – basszusgitár, ének
- David Lovering – dob, ének
- Joey Santiago – szólógitár
- Gil Norton – producer

## Fordítás
Ez a szócikk részben vagy egészben a Bossanova című angol Wikipédia-szócikk ezen változatának fordításán alapul.  Az eredeti cikk szerkesztőit annak laptörténete sorolja fel. Ez a jelzés csupán a megfogalmazás eredetét és a szerzői jogokat jelzi, nem szolgál a cikkben szereplő információk forrásmegjelöléseként.